# Müller Kálmán (író)
Müller Kálmán (Temesvár, 1891 – Temesvár, 1957. december 31.) magyar munkásmozgalmi író.

## Életrajza
1907-ben szakiskolát végzett szülővárosában. Mint az Egységes Munkás Szakszervezetek országos elnöke megszerkesztette a Kézikönyv a munkások mozgalmáról és annak vezetéséről (Kolozsvár, 1924) című munkát. Számos írása jelent meg munkáslapokban. 1928-ban társaival együtt letartóztatták, mire a hatósági terror ellen tiltakozva három héten át éhségsztrájkot folytatott.